# Rivka Golani
Rivka Golani (hebräisch רבקה גולני; * 22. März 1946 in Tel Aviv) ist eine israelisch-kanadische Bratschistin und Musikpädagogin.

## Leben
Golani hatte ab dem siebenten Lebensjahr Violinunterricht und wurde achtzehnjährig Schülerin von Alexander Moskowsky. Von 1954 bis 1971 studierte sie Bratsche an der Buchmann-Mehta-Musikschule in Tel Aviv bei Ödön Pártos. Ab 1969 war sie Mitglied des Israel Philharmonic Orchestra und trat als Solistin mit anderen israelischen Orchestern auf.
Sie übersiedelte 1974 nach Kanada und erhielt 1984 die kanadische Staatsbürgerschaft. Von 1978 bis 1987 unterrichtete sie am Konservatorium und an der Universität Toronto. Zu ihren Schülern zählten Mary Carol Nugent, Beverley Spotton und Kent Teeple. Seit 1987 lebt sie mit ihrem zweiten Ehemann, dem Komponisten Thomas Sanderling, in London, kehrt aber regelmäßig nach Toronto zurück, wo sie in den 1990er Jahren erneut an der Universität unterrichtete.
Als Solistin trat Golani mit namhaften Orchestern wie dem BBC Symphony Orchestra, dem BBC Philharmonic, dem Boston Symphony Orchestra, dem Royal Philharmonic Orchestra, dem Royal Concertgebouw Orchestra, dem Tokyo Metropolitan Orchestradem Tokyo Metropolitan Symphony Orchestra, dem Vancouver Symphony Orchestra, dem Toronto Symphony Orchestra und dem Orchestre symphonique de Montréal auf und nahm Konzerte von Edward Elgar, Michael Colgrass, Benjamin Britten, Hector Berlioz, Ernest Bloch, Arnold Bax, Frank Martin und anderen auf.
Komponisten wie Heinz Holliger, Jōji Yuasa, Bernd Alois Zimmermann, Milton Barnes, Norma Beecroft, Brian Cherney, Qigang Chen, José Evangelista, Srul Irving Glick, Peter Hannan, Christos Hatzis, David Jaeger, Tālivaldis Ķeniņš, Peter Paul Koprowski, Raymond Luedeke, Bruce Mather, Oskar Morawetz, Marjan Mozetich, Jean Papineau-Couture und Michael Pepa komponierten mehr als 200 Werke für sie, darunter um die vierzig Konzerte.